# سونوما ریسوی
سونوما ریسوی (که در گذشته با نام‌های پیست سیرز پوینت، پیست بین‌المللی گلدن استیت و پیست اینفنئون شناخته می‌شد) یک مسیر مسابقه و مسیر درگ است که در منطقه سیرز پوینت در سونوما، کالیفرنیا، ایالت کالیفرنیا واقع شده است. این جاده مسابقه شامل ۱۲ پیچ در مسیری تپه‌ای با ۴۹ متر (۱۶۰ فوت) تغییر ارتفاع کلی است. این پیست یکی از معدود مسابقات سالانه سری سری رقابت‌های جام ناسکار است که در مسیرهای جاده‌ای برگزار می‌شود. همچنین این پیست میزبان مسابقات سری ایندی‌کار، سری مسابقات درگ NHRA Mission Foods و چندین مسابقه خودرویی و موتورسیکلت دیگر مانند سری مسابقات فدراسیون موتورسواران آمریکا بوده است. این پیست در فاصله ۴۸ کیلومتری (۳۰ مایلی) شمال سان فرانسیسکو و اوکلند، کالیفرنیا قرار دارد.